# Hockey (band)
Hockey is een Amerikaanse newwaveband uit Portland, Oregon.
De band bestaat uit zanger Benjamin Grubin, gitarist Brian White, bassist Jeremy Reynolds, drummer Anthony Stassi en toetsenist Ryan Dolliver, en hun muziek werd vergeleken met de muziek van bands als The Strokes en LCD Soundsystem.
Ze brachten in 2008 de zelfgemaakte ep Mind Chaos uit, die de aandacht trok van onder andere de Engelse Radio 1-dj Zane Lowe, en nu heeft de band een contract bij Capitol Records in de VS en bij Virgin Records in de UK.

## Discografie

### Albums
- Mind Chaos (uitgebracht 28 september 2009)

### Singles
- "Too Fake" (16 maart 2009)
- "Learn to Lose" (1 juni 2009)
- "Song Away" (14 september 2009)